# Seas of change
Seas of change is een studioalbum van Galahad. Sinds hun vorig album Beyond the realms of euphoria werd het stil rondom de band. Er verscheen een aantal ep’s met covers, maar nieuwe muziek bleef uit. In januari 2018 volgde nieuw werk met Seas of change. De titel verwijst naar brexit en de politieke chaos in het Verenigd koninkrijk, nadat daartoe besloten werd. Galahad plaatste vooral vraagtekens bij de handelwijze van de betrokken politici en de gevolgen daarvan voor "de gewone man". De platenhoes van Paul Tippett is daar ook verwijzing naar; de Zuil van Nelson staat tot aan de rand van de weergave van Horatio Nelson zelf in woelig zeewater. Het album bestaat uit een 43 minuten durende track en wordt afgesloten met twee bewerkte gedeelten daaruit. Het album betekende de terugkeer van oude bandleden Ashton en Abraham.    
Het album, dat een belangrijke partij voor de toetsinstrumenten laat horen, werd goed ontvangen in de niche van de progressieve rock.

## Musici
- Stuart Nicholson – zang
- Dean Baker – toetsinstrumenten, orkestratie en programmeerwerk
- Spencer Luckman – drumstel, percussie
- Tim Ashton – basgitaar
- Lee Abraham – gitaar

Met
- Sarah Bolter – dwarsfluit, klarinet sopraansaxofoon, achtergrondzang
- Peter Watson – toastmaster
- Andrew Wild - nieuwslezer

## Muziek
De teksten zijn van Nicholson, de muziek van Baker

| Nr. | Titel                                              | Duur  |
| --- | -------------------------------------------------- | ----- |
| 1.  | Seas of change (I Storms are a comin’)             |       |
| 2.  | Seas of change (II Lords, ladies end gentlemen)    |       |
| 3.  | Seas of change (III The great unknown)             |       |
| 4.  | Seas of change (IV Sea of uncertainty)             |       |
| 5.  | Seas of change (V Up in smoke)                     |       |
| 6.  | Seas of change (VI A sense of revolution)          |       |
| 7.  | Seas of change (VII Dust)                          |       |
| 8.  | Seas of change (VIII “Tis but a dream)             |       |
| 9.  | Seas of change (IX As time fades)                  |       |
| 10. | Seas of change (X Mare’s nest)                     |       |
| 11. | Seas of change (XI The greater unknown)            |       |
| 12. | Seas of change (XII Storms are a comin’ (reprise)) | 42:43 |
| 13. | Dust (extended edit)                               | 5:57  |
| 14. | Smoke (extended edit)                              | 7:14  |

Er werd ook een elpee uitgegeven; deze mist de bewerkte nummers.